# Наттер, Дэвид
Дэвид Наттер (англ. David Nutter; род. 1960) — американский режиссёр кино и телевидения и продюсер. Он известен тем, что снимает пилотные эпизоды для телевидения. В 2015 году он получил премию «Эмми» за лучшую режиссуру драматического сериала за свою работу над сериалом канала HBO «Игра престолов».

## Личные данные
Наттер родился в 1960 году. Учился в Университете Майами.
Наттер женат с мая 1987 года, его жену зовут Биргит. У них есть двое детей: Зои К. Наттер и Бен Наттер.

## Карьера
Большой прорыв Наттера наступил в 1993 году, когда он начал снимать эпизоды сериала «Секретные материалы». Затем он продолжил снимать пилоты и помогать в создании сериалов «Космос: Далёкие уголки», «Тысячелетие», «Город пришельцев», «Тёмный ангел», «Тайны Смолвиля», «Без следа», «Джек и Бобби», «Сверхъестественное», «Терминатор: Битва за будущее», «Менталист» и «Бесстыдники».
Он также снял эпизод «Пополнение», четвёртую часть мини-сериала «Братья по оружию», и разделил премию «Эмми» за лучшую режиссуру мини-сериала или фильма с другими режиссёрами сериала. Другие основные моменты включают эпизод «Вступайте в клуб», номинированный на премию «Эмми» эпизод сериала «Клан Сопрано», и полнометражный фильм «Непристойное поведение».
Наттер снял эпизоды сериала «Красавцы» канала HBO, включая эпизоды «Воскрешение», «Невеста принца» и финальную серию, «Конец».
В 2008 году LG использовал опыт Наттера как создателя пилотов, чтобы сделать кампанию новой линии «Scarlet» телевидения высокой чёткости, создавая клип в стиле трейлера для пилотного эпизода на телевидении.
В 2011 году, на канале CBS, Дэвид снял пилотный эпизод сериала «Доктор» для Рины Мимун.
В 2012 году Наттер снял шестой и седьмой эпизоды второго сезона «Игры престолов». В 2013 году он снял 2 последних эпизода третьего сезона, включая «Рейны из Кастамере», со знаменитой сценой «Красной свадьбы».
Наттер также снял для канала The CW пилотный эпизод сериала «Стрела», основанного на персонаже Зелёная стрела со Стивеном Амеллом в главной роли.
В 2014 году он вернулся к сериалу HBO «Игра престолов», чтобы снять девятый и десятый эпизоды пятого сезона. За десятый эпизод он получил  премию «Эмми» за лучшую режиссуру драматического сериала. Он также снял первый, второй и четвёртый эпизоды 8 сезона «Игры престолов», который вышел в 2019 году.

### Список пилотных эпизодов
Первые шестнадцать пилотных эпизодов, снятые Наттером, стали сериалами.
- Космос: Далёкие уголки / Space: Above and Beyond (1995)
- Тысячелетие / Millenium (1996)
- Город пришельцев / Roswell (1998)
- Тёмный ангел / Dark Angel (1999)
- Тайны Смолвиля / Smallville (2001)
- Без следа / Without a Trace (2002)
- Джек и Бобби / Jack & Bobby (2004)
- Сверхъестественное / Supernatural (2005)
- Терминатор: Битва за будущее / Terminator: The Sarah Connor Chronicles (2007)
- Менталист / The Mentalist (2008)
- Иствик / Eastwick (2009)
- Преследование / Chase (2010)
- Стрела / Arrow (2012)
- Флэш  / Flash (2014)